# 定山渓鉄道キハ7000形気動車
定山渓鉄道キハ7000形気動車（じょうざんけいてつどうキハ7000がたきどうしゃ）は、定山渓鉄道（現：じょうてつ）が1969年まで所有していた電化鉄道路線（定山渓鉄道線）に在籍した気動車の1形式。非電化であった国鉄線に乗り入れ札幌駅への直通運転を実施するために導入され、1957年から営業運転を開始した。
この項目では、1958年に導入された増備車のキハ7500形についても解説する。

## 概要
1929年に電化が完成した定山渓鉄道は、札幌市中心部からの利便性向上のため1931年から北海道鉄道の苗穂駅 - 東札幌駅間を直流1,500 Vで電化した上で直通運転を開始した。だが、第二次世界大戦中に北海道鉄道は国に買収されて千歳線となり、戦後は特急列車も通る主要幹線として整備が進められた事により、定山渓鉄道による直通区間の国鉄による列車本数も増加し、従来の体制の維持が難しい状況になっていた。そこで、この区間の電車による乗り入れを廃止する代わりとして、定山渓鉄道は創業以来の念願であった札幌市内のターミナル駅である札幌駅への直通運転の実施が認められた。電車をディーゼル機関車で牽引する形の直通運転も検討されたが、最終的に自前で気動車を購入する事になり、日立製作所に3両を発注した。これがキハ7000形である。
千歳線において国鉄が所有する気動車との併結運転が可能な車両という条件が提示された事で、主要機器や台車は国鉄キハ21形気動車と同一構造となった一方で、車体はキハ21形と異なり、前面が「湘南型」と呼ばれる前面2枚窓・非貫通の形状となっていた。座席は全席固定式クロスシートで、座席のクッションや明るい色彩など観光輸送という側面を重視した設計となっていた他、観光ガイド用の拡声装置も搭載されていた。乗降扉は車体両端にある運転台寄りに2箇所設置されていた。塗装は電車と異なり、車体全体をマルーンで塗り窓下に白帯を配するデザインであった。
エンジンは国鉄の気動車で広く用いられていたDMH17系エンジン（DMH-17C）が採用され、補助電源装置も国鉄気動車と同様に直流24 Vに対応したものであった。降雪が多い北海道の冬季でもエンジンが容易に起動できるよう、潤滑油を温めるオイルパンヒーターが設置されていた他、エンジンや燃料タンク、ラジエーターにはカバーが設けられ、その中にウェバスト式温気暖房による温気が送り込まれる構造となっていた。また車内の暖房にはウェバスト式温気暖房に加えて排気を利用した暖房が用いられ、冬季でも保温効果が保たれるようになっていた。

## 運用
1957年8月12日にキハ7000形全3両（キハ7001 - キハ7003）を使用した試乗列車が札幌駅へ乗り入れたた後、同日から本格的な直通運転が開始された。札幌駅では定山渓方面専用の0番線に停車し、同駅から東札幌駅までの国鉄線は単独運転、もしくは国鉄の気動車との併結運転が行われた。東札幌駅からの定山渓鉄道線では豊平駅まで単独で走行した一方、同駅から定山渓駅の間は電車に牽引される付随車として運行した。ただし補助電源装置の電圧が電車と気動車の間で異なるため、両者の併結運転を開始するにあたり新規の回路を用意する必要があった。
1958年には次項で述べるキハ7500形（キハ7501）が増備され、以降は4両体制で札幌乗り入れ運用に就いていたが、札幌市営地下鉄建設に伴う用地売却により定山渓鉄道線の廃止が決定した事で、直通列車も1969年9月30日をもって廃止された。翌月（10月31日）の全線営業運転終了時まで車籍は残っていたものの、他社への譲渡は行われず全車とも廃車・解体された。

## キハ7500形
1958年に1両（キハ7501）が製造された、キハ7000形の増備車。台車や主要機器、前面形状など主要な構造はキハ7000形を踏襲した一方、小荷物輸送に対応するため乗降扉はキハ7000形よりも窓2枚分車体中央寄りに移動した。この乗降扉と運転台の間に設けられた座席は必要に応じて取り外す事が可能で、仕切りを設けた上で荷物室として使用される事もあった。
キハ7000形との運用上の区別はなく、札幌駅への直通運転廃止まで共に使用された。廃車後もキハ7000形と同様に他社への譲渡は行われず廃車・解体されている。

## 参考資料
- 小熊米雄「定山渓鉄道」『鉄道ピクトリアル 1969年12月 臨時増刊号』第19巻第12号、1969年12月10日、11-25頁。

- 小熊米雄「定山溪鉄道回顧（2）」『鉄道ファン』第9巻第12号、1969年12月1日、70-77頁。

- 寺田祐一「定山渓鉄道」『消えた轍 ローカル私鉄廃線跡探訪 1 北海道』〈NEKO MOOK 718〉2004年12月21日、128-142頁。ISBN 4-7770-0218-7。